# L'ospite (film, 2018)
Pour les articles homonymes, voir L'ospite.
Pour plus de détails, voir Fiche technique et Distribution.
L'ospite (« L'hôte » en italien) est un film italien de Duccio Chiarini, sorti en 2018 en Italie et en 2019 en France.

## Synopsis
Guido vit avec sa fiancée Chiara, qui commence toutefois à donner des signes d'insatisfaction à cause d'une vie privée et professionnelle sans trop de perspectives. La carrière universitaire de Guido va aussi au ralenti et lui procure peu de satisfactions professionnelles. Quand la situation devient évidente, entre les deux éclate une crise qui les porte à une pause de réflexion. Guido se retrouve ballotté entre maisons et divans chez ses parents et ses amis, et vit comme spectateur les petits drames et les contradictions. Chiara accepte un travail à l'étranger, puis Guido s'entiche de la cardiologue Roberta, et à la fin les routes des deux protagonistes se séparent douloureusement.

## Fiche technique
- Titre original : L'ospite
- Réalisation : Duccio Chiarini
- Scénario : Duccio Chiarini, Roan Johnson, Davide Lantieri, Marco Pettenello (it)
- Direction artistique : Laura Boni
- Costumes : Kay Devanthey, Giovannoni
- Photographie : Baris Özbiçer
- Son : Luca Anzellotti
- Montage : Roberto Di Tanna
- Musique : Tyler Ramsey
- Production : Tommaso Arrighi
- Société(s) de production : Cinédokké, House on Fire, Mood Film, Rai Cinema, RSI - Radiotelevisione Svizzera, Wildside
- Société(s) de distribution : Urban Distribution (France), First Hand Films (Suisse), Urban Distribution International (international)
- Pays d’origine :  France,  Italie,  Suisse
- Langue originale : italien
- Format : couleur — 2,00:1
- Genre : drame
- Durée : 94 minutes
- Dates de sortie :
  - Suisse : 9 août 2018 (Festival du film de Locarno)
  - États-Unis : 13 octobre 2018 (Festival international du film de Chicago)
  - Italie : 23 novembre 2018 (Festival du film de Turin)
  - France : 10 juillet 2019 (en salles)

## Distribution
- Daniele Parisi (it) : Guido
- Silvia D'Amico : Chiara
- Anna Bellato (it) : Lucia
- Thony (it) : Roberta
- Daniele Natali (it) : Dario
- Sergio Pierattini (it) : Alberto
- Milvia Marigliano : Gioietta
- Guglielmo Favilla : Pietro